# 주간 드라마
| 월요일        | 화요일        | 수요일        | 목요일        | 금요일        | 토요일        | 일요일        | 월요일~금요일 | 토요일~일요일 | 일요아침 |
| 월요일~화요일 | 월요일~화요일 | 수요일~목요일 | 수요일~목요일 | 금요일~토요일 | 금요일~토요일 | 토요일~일요일 | 월요일~금요일 | 토요일~일요일 | 일요아침 |

주간 드라마는 주간마다 방송되는 TV 드라마다.
- KBS 2TV 주간 드라마
- MBC 주간 드라마
- SBS 주간 드라마
- TV 조선 주간 드라마
- JTBC 주간 드라마
- 채널A 주간 드라마
- tvN 주간 드라마
- ENA 주간 드라마

## 같이 보기
- 월요드라마
- 화요드라마
- 수요드라마
- 목요드라마
- 금요드라마
- 토요드라마
- 일요드라마